# Zeta Ursae Majoris
Pour les articles homonymes, voir Mizar.
Désignations
ζ1 UMa : HR 5054, HD 116656, GJ 3783, FK5 497, SAO 28737

Zeta Ursae Majoris (en abrégé ζ UMa ; en français Zêta de la Grande Ourse), également nommée Mizar, est une étoile multiple de la constellation de la Grande Ourse et est la seconde étoile à partir de la fin du Chariot. Sa magnitude apparente combinée est de 2,03. Elle est située à environ ∼ 83 a.l. (∼ 25,4 pc) de la Terre.

## Nomenclature, histoire et mythologie
Mizar est le nom de l'étoile à présent approuvé par l’Union astronomique internationale (UAI). Il provient de l’arabe مراقّ الدبّ الأكبر Marāqq al-Dubb al-Akbar (« le Bas-ventre du Grand Ours »), qui s’inscrit dans le cadre de la représentation grecque reprise par les astronomes arabes au IXe siècle. Arriver de ce nom à Mizar résulte de la combinaison de deux phénomènes. Le premier est une explication erronée du philologue Joseph Juste Scaliger (1579) qui voit de façon curieuse dans le terme mirac utilisé par Gérard de Crémone pour décrire la situation de cette étoile, l’arabe مئزار mi’zar, « vêtement », ce qui est repris comme un autre nom de ε UMa, à côté deMirach dans l’Uranometria de Johann Bayer (1603). Le second est le déplacement injustifié de ce nom vers ζ UMa par Johann Elert Bode dans son Uranographia (1801). C’est après lui que ce nom pour ζ UMa passe dans les catalogues du XIXe siècle et, relevé par Richard Hinckley Allen, il finit par s’imposer au détriment des autres formes,.
Dans le ciel mésopotamien, cette étoile était appelée zarû (« le timon »), comme des nombreux emblèmes de Marduk,. Cette étoile fait partie de la figure de MAR.GÍD.DA, avec le nom de Ṣumbu (« le Chariot »), reprise par les Grecs sous le nom dἍμαξα, « le Chariot ».

## Description et caractéristiques visuelles

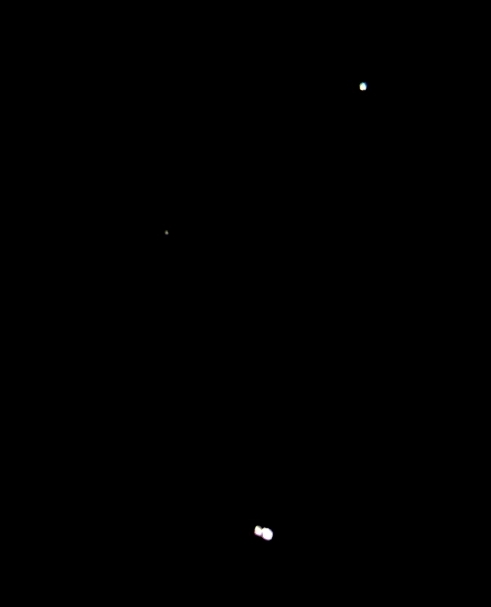
Mizar (A / B) en bas et Alcor en haut.

Zeta Ursae Majoris possède une magnitude apparente de +2,27 et est de type A1 V.
Avec une bonne vue, on peut apercevoir un faible compagnon juste à l'est, appelé Alcor ou 80 Ursae Majoris. Alcor a une magnitude de +3,99 et un type spectral A5 V. Les deux sont souvent appelées le cheval et le cavalier, et la capacité de voir la seconde est un test traditionnel d'acuité visuelle. Les deux étoiles sont distantes de plus d'un quart d'année-lumière et bien que leurs mouvements propres montrent qu'elles se déplacent ensemble, on ne sait toujours pas si elles forment un vrai système binaire, et non une binaire optique comme on le pense actuellement.

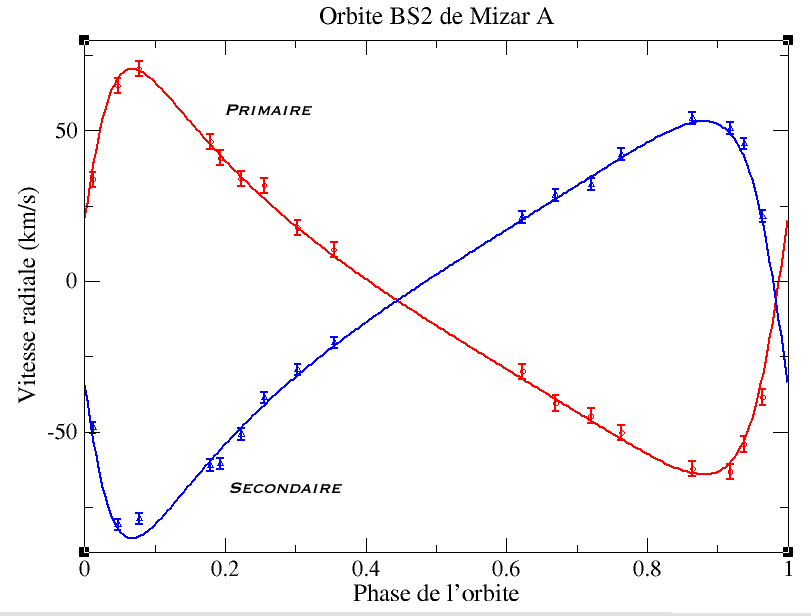
Courbes de vitesse radiale pour les deux composantes presque identiques de Mizar A.

D'autres composantes furent découvertes avec l'apparition du télescope et de la spectroscopie ; étant une belle cible visuelle facilement séparable, Mizar fut la première binaire télescopique découverte, très probablement par Benedetto Castelli qui demanda à Galilée en 1617 de l'observer. Galilée produisit alors un rapport détaillé sur l'étoile double. Plus tard, vers 1650, Riccioli écrivit que Mizar paraissait double. L'étoile secondaire, Mizar B, possède une magnitude de +4,0 et un type spectral A7, et est située à 380 au de la primaire ; elles mettent des milliers d'années pour orbiter l'une autour de l'autre. Mizar A fut ensuite la première binaire spectroscopique découverte par Pickering en 1889. Les deux composantes sont toutes deux environ 35 fois plus brillantes que le Soleil, et tournent l'une autour de l'autre en environ 20 jours. On découvrit plus tard que Mizar B était également une binaire spectroscopique. En 1996 les composantes du système binaire Mizar A furent visualisées en très haute résolution au Navy Precision Optical Interferometer par synthèse d'ouverture.
Le télescope spatial TESS a mis en évidence que Mizar A est une étoile à battements de cœur avec une période de 20,54 jours, qui est égale à sa période orbitale. Dans la courbe de lumière, le battement de cœur est restreint à la phase 0,45-0,55 et elle montre des oscillations induites par effet de marée.

## Localisation
L'ensemble du système de cinq étoiles est situé à environ 78 années-lumière de la Terre. Les composantes sont toutes membres du courant d'étoiles de la Grande Ourse, un groupe d'étoiles fortement dispersées partageant une origine commune, comme le montre leur mouvement propre. Les autres étoiles du Chariot, excepté Dubhé et Alkaïd, appartiennent également à ce groupe.

## Images et représentations

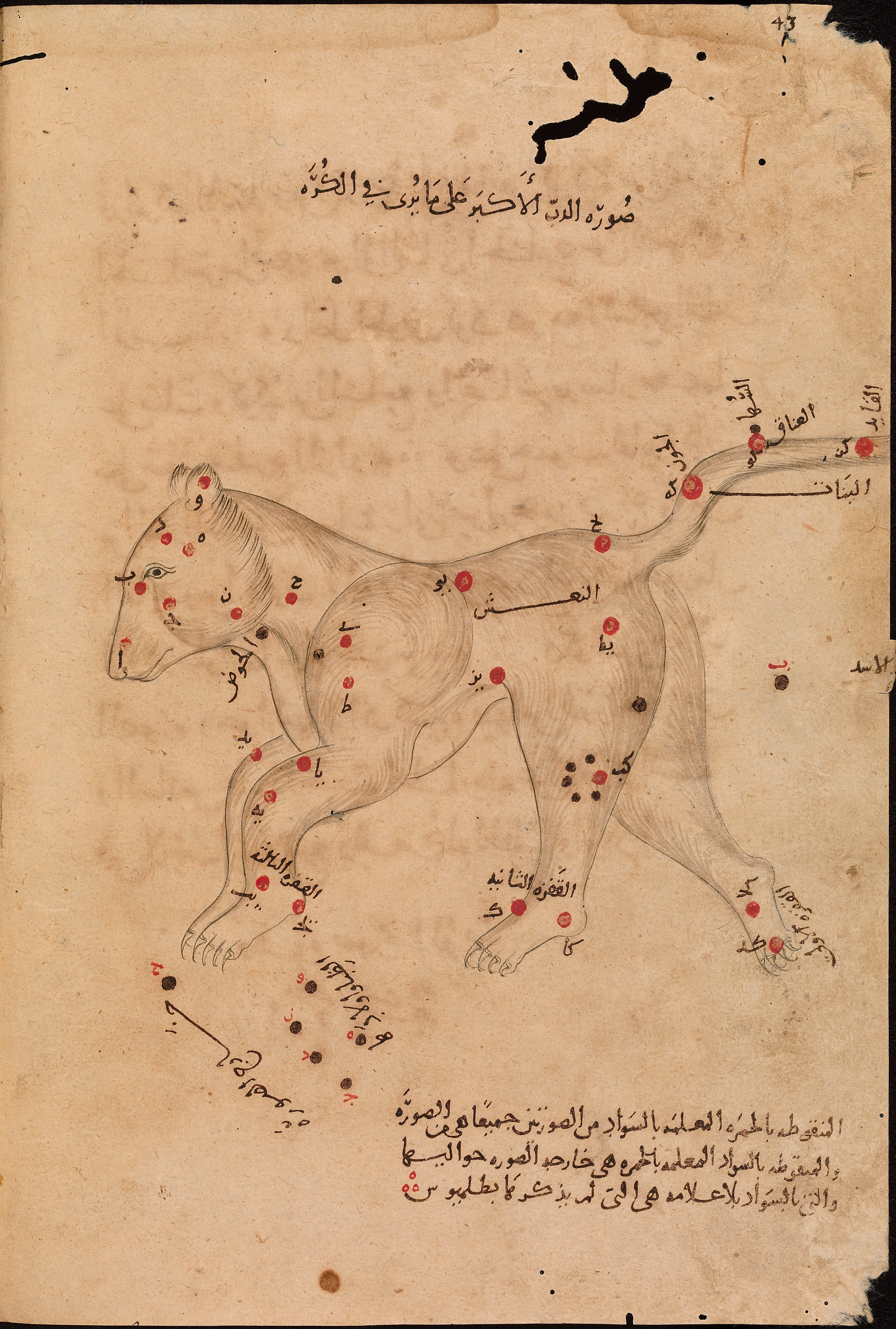
الدبّ الأكبر al-Dubb al-Akbar, « la Grande Ourse » dans une édition du traité de ᶜAbd al-Raḥmān al-Ṣūfī XIe s.
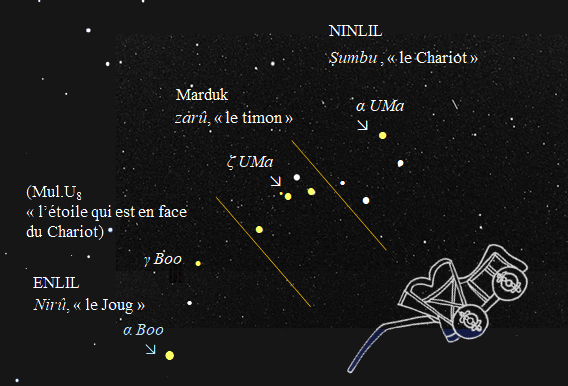
Les étoiles de « MAR.GÍD.DA » : Ṣumbu, « le Chariot », dans la série MUL.APIN.
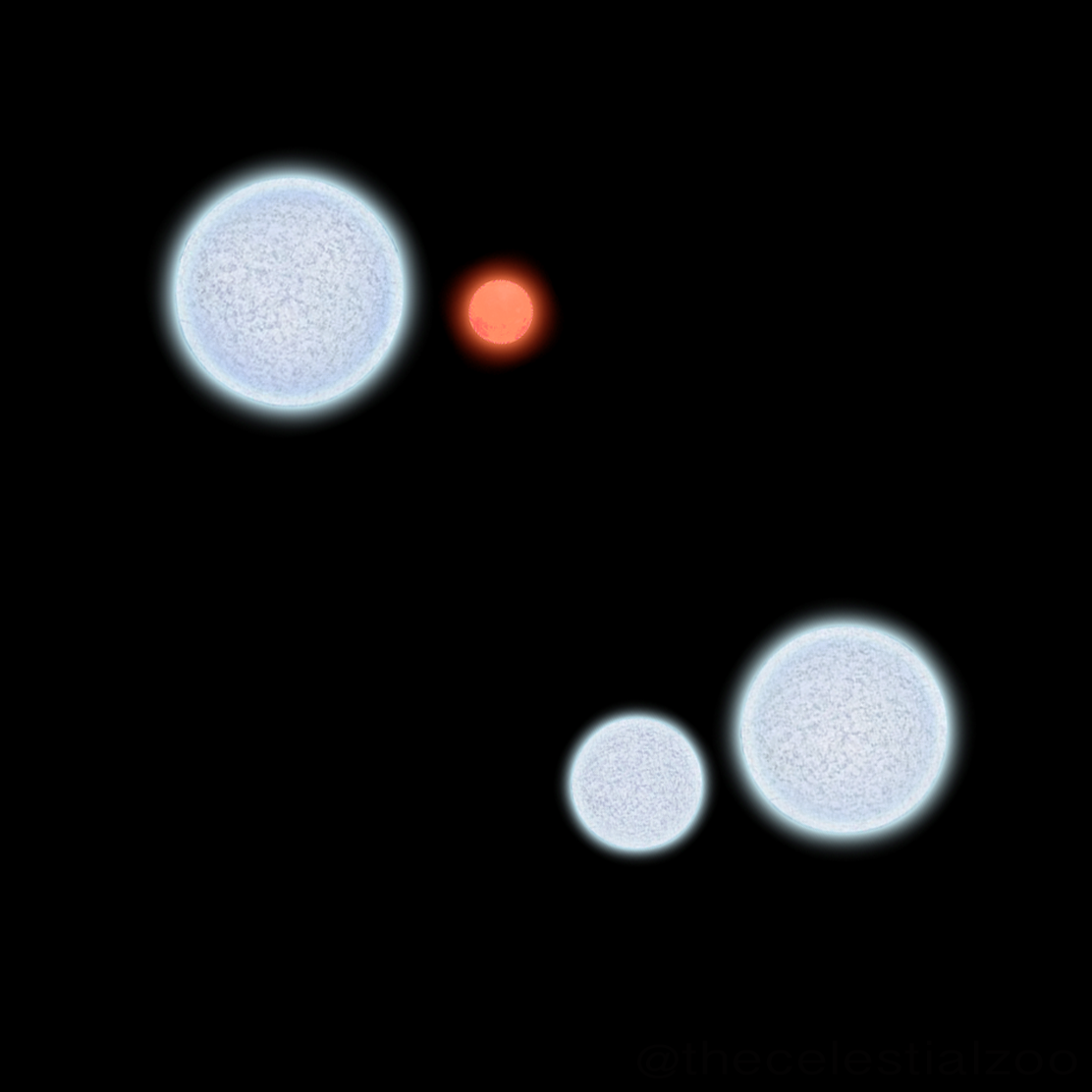
Système quadruple Mizar, composé de deux binaires (aux périodes de 20 jours et 6 mois respectivement)